# Diphyllaphis quercus
Diphyllaphis quercus är en insektsart som först beskrevs av Takahashi, R. 1960.  Diphyllaphis quercus ingår i släktet Diphyllaphis och familjen långrörsbladlöss. Inga underarter finns listade i Catalogue of Life.